# Andrew Simpson
Andrew James Simpson MBE (17. prosince 1976, Chertsey, Surrey – 9. května 2013, Sanfranciský záliv, USA) byl britský jachtař. Zvítězil na Letních olympijských hrách 2008 v Pekingu v posádce s Iainem Percym ve třídě Star.

## Kariéra
Simpson vyrostl v Sherborne v Dorsetu. Plachtění se naučil ve věku čtyř nebo pěti let při návštěvě v dorsetském Christchurchi. Studoval Pangbourne College v Berkshire, kde se věnoval fotbalu.
Začal závodit ve třídě Laser, než přestoupil do těžší třídy Finn. Na mistrovství světa v jachtingu 2003 získal ve třídě Finn bronzovou medaili.
Poté začal plachtit na dvouposádkové jachtě třídy Star společně s celoživotním přítelem Iainem Percym. Na mistrovství světa v jachtingu 2007 v Cascais získali bronz a kvalifikovali se tak na olympijské hry do Pekingu. Tam dvojice vybojovala zlatou medaili.
Po zisku olympijského zlata přerušili Percy a Simpson svou kariéru v olympijských jachtařských třídách a v roce 2010 se v barvách TeamORIGIN zúčastnili námořního Poháru Ameriky. Ve stejném roce pak vyhráli i mistrovství světa ve třídě Star v Riu de Janeiro.
V roce 2012 byli Simpson s Percym pokaždé na stupních vítězů ve světovém poháru, včetně vítězství na regatě ve francouzském Hyères, kde také získali světové stříbro. Zúčastnili se olympijských her v Londýně, ve třídě Star sice neobhájili zlatou medaili, ale skončili stříbrní. Jelikož byla třída Star po londýnských hrách vyřazena z olympijského programu, soustředil se Simpson na Americký pohár a přesunul se k přípravě na tuto akci do San Franciska.

### Smrt
Simpson zemřel 9. května 2013, když se katamarán jeho švédského týmu Artemis Racing převrátil v Sanfranciském zálivu během tréninku na Americký pohár. Simpson zůstal deset minut uvězněn pod jachtou, a pokusy o jeho následné oživení byly marné.
Simpson se stal druhým jachtařem, který zahynul při přípravě na Americký pohár.

## Ocenění
V roce 2009 se Simpson stal členem Řádu Britského impéria (MBE).

## Osobní život
Byl ženatý, s manželkou Leah měli syna. Byl známý pod přezdívkou Bart podle Barta Simpsona ze seriálu Simpsonovi.